# Википедија на језику хинди
Википедија на језику хинди (хинд. हिन्दी विकिपीडिया) је верзија википедије, слободне енциклопедије, на хиндију, која данас има 165.424 чланака и заузима 44. место на листи википедија.